# Rouez
Rouez är en kommun i departementet Sarthe i regionen Pays de la Loire i nordvästra Frankrike. Kommunen ligger i kantonen Sillé-le-Guillaume som tillhör arrondissementet Mamers. År 2022 hade Rouez 808 invånare.

## Befolkningsutveckling
Antalet invånare i kommunen Rouez
| Referens: INSEE |